# Стародубский уезд

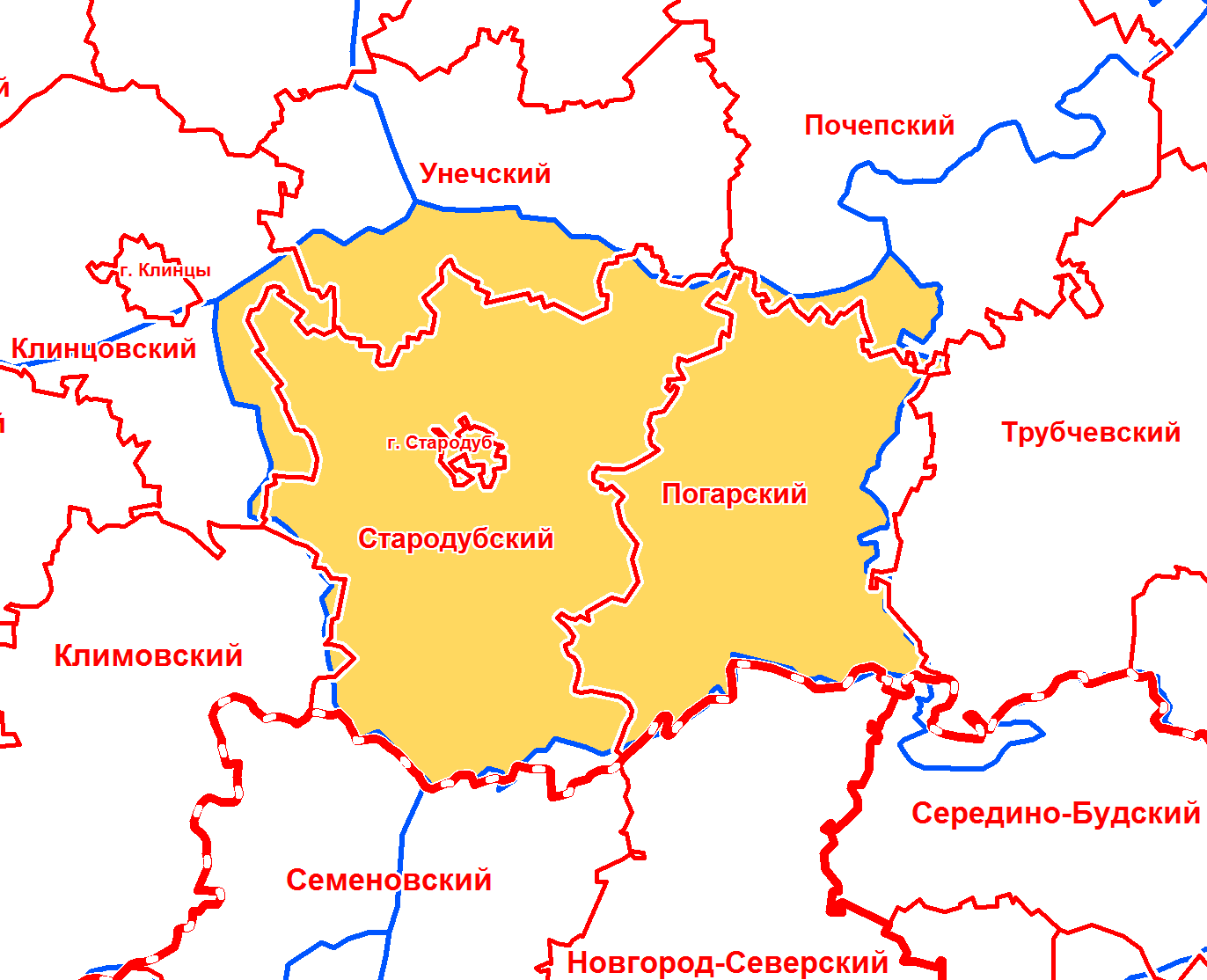
Стародубский уезд в современной сетке районов

Староду́бский уезд — административно-территориальная единица, учрежденная в 1781 году в составе Новгород-Северского наместничества (центр — город Стародуб).

## История
Стародубский уезд был сформирован на основе территории полковой сотни Стародубского полка с частичным изменением её границ.
С ликвидацией наместничеств (1796), Стародубский уезд вошёл в состав Малороссийской губернии, при этом его территория была расширена за счёт упразднённого Погарского уезда. С 1802 года Стародубский уезд входил в состав Черниговской губернии.
В 1919 году Стародубский уезд в числе других уездов был передан в состав вновь созданной Гомельской губернии РСФСР, а в 1926 году передан в состав Брянской губернии.
Упразднён в 1929 с введением новых административно-территориальных единиц (областей и районов).
Ныне территория Стародубского уезда входит в состав Брянской области.

## География и население
Уезд располагался в северной части губернии и граничил на юге — с Новгород-Северским, на западе — с Новозыбковским, на севере — с Суражским и Мглинским уездами Черниговской губернии, а на востоке — с Орловской губернией.
С севера на юг территория уезда простиралась на 61 версту (65 км), а с запада на восток — на 71 версту (76 км).
Площадь уезда, по Стрельбицкому, составляла 2892 верст², по данным межевания — 3006 верст² (3421 км²). В уезде было 384 населённых пункта.
Согласно труду российского военного статистика Александра Риттиха «Племенный состав контингентов русской армии и мужского населения Европейской России» 1875 г. доля малоруссов среди мужчин призывного возраста уезда составляла 73,8 %, великоруссов — 21,5 %, евреев — 4 %.
Согласно переписи населения Российской империи 1897 года, в уезде проживало 144 833 человек; из них 92,91 % — русские, 6,79 % — евреи.
Население городов и посадов уезда существенно сократилось в результате Октябрьской революции и Гражданской войны. По данным переписи 1926 года, население уезда составило 183,3 тыс. чел., а его площадь, после незначительных территориальных преобразований, — 3291 км².

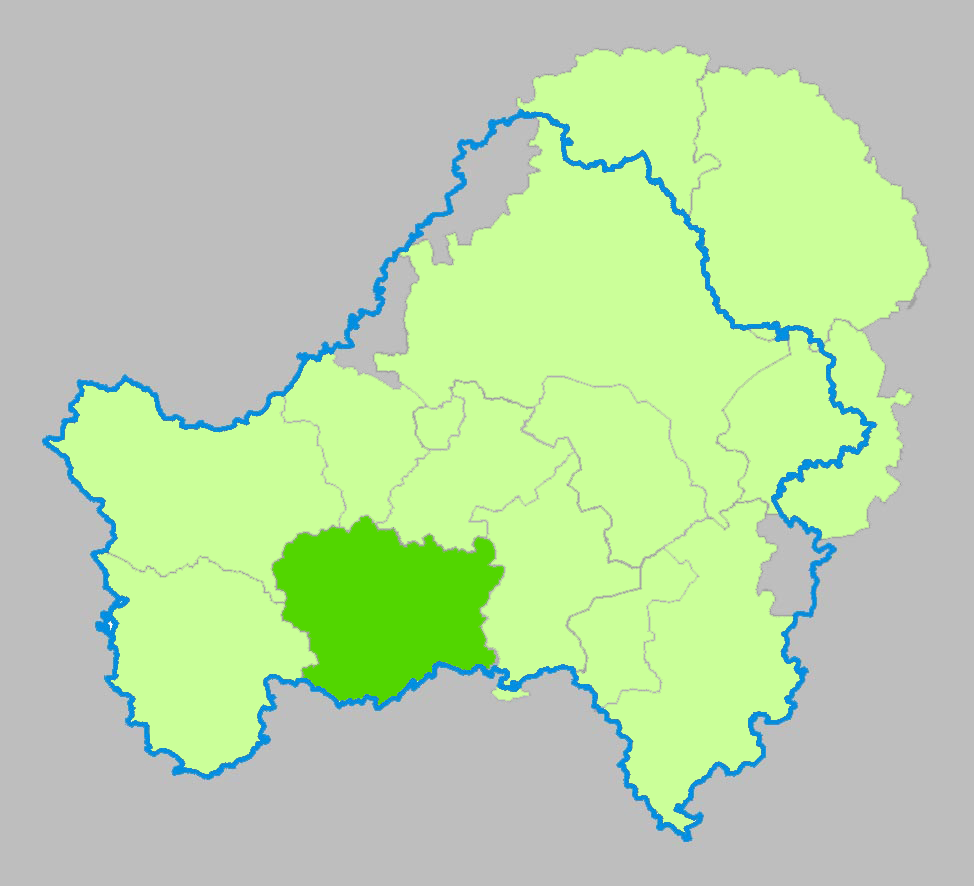
Стародубский уезд на карте Брянской губернии в границах 1927 года. Голубым цветом показана граница современной Брянской области

## Административное деление
По состоянию на 1890 год, в Стародубский уезд входило 3 стана и 12 волостей:
| Волость      | Волостной центр  | Количество сельских обществ |
| ------------ | ---------------- | --------------------------- |
| І стан       |                  |                             |
| Понуровская  | Понуровка        | 27                          |
| Соловская    | Солова           | 27                          |
| Нижневская   | Нижнее           | 36                          |
| Лыщичская    | Лыщичи           | 27                          |
| ІІ стан      |                  |                             |
| Яцковская    | Яцковичи         | 47                          |
| Стародубская | Стародуб         | 42                          |
| Гарцевская   | Гарцево          | 23                          |
| Юдиновская   | Юдиново          | 38                          |
| ІІІ стан     |                  |                             |
| Погарская    | Погар            | 23                          |
| Гринёвская   | Гринёв (Гринёво) | 53                          |
| Кистёрская   | Кистёр           | 23                          |
| Чаусовская   | Чаусы            | 36                          |

В 1923—1928 гг. было проведено укрупнение волостей, после которого (на 1 июля 1928 года) в уезде осталось 6 волостей:
- Воронковская
- Гарцевская
- Кистёрская
- Лыщичская
- Погарская
- Стародубская